# アルカトオス
アルカトオス（古希: Ἀλκάθοος, Alcathoos）あるいはアルカトゥース（古希: Ἀλκάθους, Alcathūs）は、ギリシア神話の人物である。主に、
- ポルターオーンの子
- アグリオスの子
- ペロプスの子
- アイシューエーテースの子

とほか何人かの人物が知られている。以下に説明する。

## ポルターオーンの子
このアルカトオスは、カリュドーンの王ポルターオーンとヒッポダマースの娘であるエイリュテーの子で、オイネウス、アグリオス、メラース、レウコーペウス、ステロペーの兄弟である。アポロドーロスはアルカトオスが甥のテューデウスに殺されたという伝承を伝えている。
ヘーシオドスの作と伝えられる『大エーホイアイ』によると、アルカトオスはオイノマオスの娘ヒッポダメイアの2番目の求婚者であり、他の求婚者と同様にオイノマオスとの戦車競走に敗れて殺された。パウサニアースによると、アルカトオスの遺体はオリュムピアの戦車競技場に埋葬され、慰霊碑が建てられたが、馬を怯えさせ混乱させる悪霊タラクシッポスになった。

## アグリオスの子
このアルカトオスは、おそらくポルターオーンの子アグリオスの子である。シケリアのディオドーロスはアルカトオスとリュコーペウスがテューデウスに殺されたと述べているが、系譜についてはテューデウスの従兄弟にあたると述べているに過ぎない。この2人の人物のうちリュコーペウスの名前はアポロドーロスが挙げるアグリオスの息子のリストに見えるが、アルカトオスの名前はない。

## ペロプスの子
このアルカトオスは、ペロプスとヒッポダメイアの子で、アトレウス、テュエステース、ピッテウス、アステュダメイア、リューシディケー、ニーキッペーと兄弟。また異母兄弟にクリューシッポス。娘にアウトメドゥーサ、ペリボイアがいる。娘のうちアウトメドゥーサはヘーラクレースの兄弟イーピクレースと結婚し、イオラーオスの母となった。ペリボイアはサラミース島の王テラモーンと結婚して大アイアースの母となった。

## アイシューエーテースの子
このアルカトオスは、トロイア人アイシューエーテースの子である。アンキーセースの娘ヒッポダメイアと結婚した。優れた戦士で、トロイア戦争でトロイアの武将の1人として戦った。トロイア勢とリュキア勢がギリシア軍の防壁に強襲をかけたときは、パリス、アゲーノールとともに第2部隊を指揮した。しかし、防壁の内側に侵入した後の戦闘でイードメネウスに討たれることになった。それというのも、イードメネウスに手柄を与えんとした海神ポセイドーンが、アルカトオスの両眼を呪縛し、両手足を金縛りにかけたからで、アルカトオスが身動きできずに立ちすくんでいるところを、イードメネウスの槍に心臓を突き刺されて死んだ。アルカトオスを討ったイードメネウスはさらにデーイポボスを挑発したため、アルカトオスの遺体をめぐってイードメネウス、アスカラポス、アパレウス、デーイピュロス、メーリオネース、アンティロコスと、デーイポボス、アイネイアース、パリス、アゲーノールらが激しく戦った。そしてデーイポボスがアスカラポスを討つと戦闘はさらに激化した。

## その他の人物
- テーバイ攻めの七将と戦ったテーバイの武将。予言者アムピアラーオスに討たれた[15]。
- トロイア戦争でアキレウスに討たれたトロイア人[16]。
- アイネイアースの部下。トゥルヌスとの戦いでカエディクスに討たれた[17]。